# الخاس
الخاس (به اسپانیایی: Eljas) یک منطقهٔ مسکونی در اسپانیا است که در استان کاسرس واقع شده‌است. الخاس ۳۳ کیلومتر مربع مساحت دارد ۶۴۰ متر بالاتر از سطح دریا واقع شده‌است.